# 山田雅人 (ドラマー)
山田 雅人（やまだ まさと、1982年11月9日 - ）は、日本のドラマー。スリーピースロックバンド、シュノーケルのメンバーとして活動を行っている。長崎県佐世保市生まれ、福岡県育ち。身長175cm。血液型はA型。妻は女優・脚本家の大村仁望。

## 来歴
1982年11月9日に長崎県佐世保市で生まれ、後に福岡県へと移る。
小学校・中学校時代よりラジオを通して邦楽を知り、高校では軽音楽部に所属。軽音楽部ではボーカルを担当し、この環境により多数の楽器に触れ、ドラムスを気に入った。軽音楽部で結成したスリーピースロックバンドのドラマーとして10代限定バンドオーディション九州北エリア大会に出場。この時に同じくシュノーケルのメンバーである西村晋弥とKABA_3と出会う。
大学入学後、軽音楽サークルでドラムスに転向した。その後、2000年に人づてに入手したデモテープをきっかけに西村のファンとなった。
2004年に10代の頃に知り合った西村やKABA_3とバンド「シュノーケル」を結成。同年12月18日に自主制作盤『シュノーケル』を発売し、2005年11月2日にシングル『大きな水たまり』でメジャーデビューを果たした。
2008年よりバンドの活動と並行し、他アーティストのサポート活動を開始。同年5月19日に放送された『HEY!HEY!HEY! MUSIC CHAMP』（フジテレビ系）では、同回に出演したPUFFYのバックバンドの一員として参加。
2010年3月14日に開催された『SNOWKEL THE LAST TOUR "素潜り"』千秋楽を以てシュノーケルが活動休止。活動休止後も他アーティストのサポート活動を行い、同年よりフジタユウスケのツアーにサポートメンバーとして参加。その後、2011年末のツアーまで参加した。
2012年2月にサポートメンバーとして参加していたバンドの「the strange drama」の正式なメンバーとなり、バンド名を「ストレンジドラマ」に改名。シングル7作とアルバム2作をリリースしたほか、ライブ活動を行っていたが、2014年7月に千葉LOOKでのワンマンライブをもって活動休止。この年より、ケンチュルビック（ex.the HANGOVERS）率いるバンド「ギリギリコミック」にも参加している。
2014年12月18日にCHELSEA HOTELにて開催された「シュノーケル復活ライブ“I'm OK!”」を開催し、シュノーケルが活動再開。
2021年4月6日に自身のTwitterで、2016年1月11日に俳優・脚本家の大村仁望と入籍したことを発表した。

## 人物
シュノーケルでは、ドラムスのほか、コーラスも担当している。また、アコースティック編成のライブでは、カホンをはじめとしたパーカッションを担当している。
ドラムセットは、TAMAブランドを愛用している。

## 作品
シュノーケルの作品についてはシュノーケル (バンド)#ディスコグラフィを参照。

### 参加作品
| 発売日         | タイトル             | アーティスト      | 収録曲               | 備考                                                                                 | 注     |
| -------------- | -------------------- | ----------------- | -------------------- | ------------------------------------------------------------------------------------ | ------ |
| 2010年4月11日  | 3分間のHELLO         | magcafe at garden |                      | ドラムスで参加。KABA_3も演奏で参加している。                                         | [ 12 ] |
| 2010年6月8日   | Be quiet!            | 西村晋弥          | 2. ParallelとParadox | タンバリンとコーラスで参加。                                                         |        |
| 2010年6月9日   | girl's end           | BAND A            |                      | ドラムスで参加。                                                                     |        |
| 2011年2月5日   | 音なき声のリバイバー | the strange drama |                      | ドラムスで参加。                                                                     |        |
| 2011年7月27日  | うた種               | marble            |                      | ドラムスで参加。                                                                     |        |
| 2011年10月11日 | グッドモーニング     | フジタユウスケ    |                      | ドラムスで参加。                                                                     | [ 13 ] |
| 2017年11月15日 | Road of Life         | フジタユウスケ    | 7.ブルース           | ドラムスで参加。 また5曲目の「時を重ねて」には、シュノーケルとして演奏・編曲で参加。 |        |